# Holger Frederiksen
Holger Frederiksen (født 30. januar 1881 i Ordrup, død 6. august 1936 i Gentofte) var en dansk fodboldspiller.
Andersen spillede centerforward i AB og vandt guldmedalje med det uofficielle danske hold (bestående af spillere fra KBU) i OL 1906. 